# Sphinctopsylla diomedes
Sphinctopsylla diomedes är en loppart som beskrevs av Johnson 1957. Sphinctopsylla diomedes ingår i släktet Sphinctopsylla och familjen Stephanocircidae. Inga underarter finns listade i Catalogue of Life.